# Yvetot-Bocage
Yvetot-Bocage é uma comuna francesa na região administrativa da Normandia, no departamento Mancha. Estende-se por uma área de 12,43 km². Em 2010 a comuna tinha 1 194 habitantes (densidade: 96,1 hab./km²).